# Ochropleura stentzi
Ochropleura stentzi là một loài bướm đêm trong họ Noctuidae.